# Wincenty Lilius
Wincenty Lilius (auch: Vincenzo Gigli, Lilio) (* um 1570 in Rom; † 1636 in Warschau) war ein polnischer Komponist italienischer Herkunft.

## Leben und Wirken
Lilius war zuerst Mitglied der erzherzöglichen Kapelle in Graz,  bevor er ab etwa 1596 in der Hofkapelle von König Sigismund III. Wasa in Krakau eine Anstellung fand. Ab 1609 wirkte er in der Hofkapelle in Warschau, die ab 1630 von Marco Scacchi geleitet wurde. 1639 wurde Lilius zum letzten Mal in den Rechnungsbüchern des Hofes erwähnt.
Er komponierte neben Messen und Motetten lateinische Kirchenlieder. 1604 veröffentlichte er in Krakau die Melodiae sacrae, eine Anthologie von Werken aller Mitglieder der Krakauer Hofkapelle. Darunter befindet sich sein einziges überliefertes Werk, die mehrchörige Motette Congratulamini mihi omnes.
Auch die in seinem Testament, neben weiteren Kindern erwähnten Söhne Franciszek Lilius, Karol Lilius und Szymon Lilius traten ebenfalls als Musiker hervor, letzter als Organist und Orgelbauer.